# ماكسيم بوندارينكو
ماكسيم بوندارينكو (بالروسية: Бондаренко, Максим Викторович)‏ هو لاعب كرة قدم روسي، ولد في 16 يونيو 1981 في فولغوغراد في روسيا. لعب مع بالتيكا كالينينغراد ونادي روتور فولغوغراد.

## وصلات خارجية
- ماكسيم بوندارينكو على موقع قاعدة بيانات كرة القدم.إي يو (الإنجليزية)